# 人民の戦争・人民の軍隊
『人民の戦争・人民の軍隊』（じんみんのせんそう・じんみんのぐんたい、フランス語：Guerre du Peuple, Armée du Peuple）は、ベトナム人民軍の軍人であり政治指導者であるヴォー・グエン・ザップによって書かれた軍事学の著作であり、1950年代のザップの講演や論文から編集して出版されたものである。

## 概要
1911年に生まれたザップは、1973年まで人民軍総司令、1980年まで国防大臣の役職を担ったベトナム軍の指導者である。マルクス・レーニン主義の戦争観と毛沢東の軍事思想に影響を受けており、第一次インドシナ戦争やベトナム戦争で自らの人民戦争の戦略を実践した。本書の内容は人民戦争の戦略、8月蜂起、ディエンビエンフーにおける作戦指導について論じたものであり、人民戦争の理念と指導、そして人民軍の創設を提唱している。
ザップはマルクス主義が主張するように社会の歴史は階級闘争の歴史であったと考えていた。したがって、政治とは搾取する階級や民族の政治と、搾取される階級や民族の政治があるものと見なしていた。政治にこのような種類があることは政治闘争の延長である武力闘争を遂行する軍隊にも二種類の形態があることを示唆するものとする。搾取される階級や民族が持つ軍隊は人民軍であり、人民軍によって遂行される戦争は人民戦争である。ベトナムにおいて生じてきた戦争は階級闘争の本質を持つ戦争であり、支配者であるフランスに対抗するためにベトナム人民は抵抗運動を展開してきたのであり、それは人民戦争と呼ぶべき戦争であった。
人民戦争の戦略と戦術について、ザップはそれが長期戦を前提とすることを述べている。さらに長期的な戦争を遂行する方法はゲリラ戦であった。ゲリラ戦の原則に従えば装備や人員で優勢な正規軍に対して有効な損害を与え、主導権を保持することができることをザップは指摘している。人民戦争に従事する軍隊はしたがってゲリラ戦に適応した軍隊であり、それは脆弱な人民的な基盤によって成立する軍事組織でなければならない。
しかしザップはゲリラ戦で名をあげたものの、同書籍においては「ゲリラ戦に頼る戦争に未来はない」とも記しており、これはザップ自身が近代的な軍隊も必要であることが重要である発想に辿り着いたからである。そのため、彼の実戦はゲリラ戦よりも、中国軍に影響を受けた近代的な火力と対航空戦の実学が理論の主体であった。これは彼はベトナム戦争について「人民解放軍による訓練で我が兵士達は戦闘能力を格段に増した。そして何年もの間、夢見ていた火砲の使用が、有り余るほどの弾薬と共に可能になった」と述べていることから分かる。

## 日本語訳
- 真保潤一郎 訳『人民の戦争・人民の軍隊 : ベトナム解放戦争の戦略戦術』弘文堂〈フロンティア・ブックス〉、1965年4月25日。NDLJP:2988980。
- 真保潤一郎・三宅蕗子 訳『人民の戦争・人民の軍隊――ヴェトナム人民軍の戦略・戦術』中央公論新社〈中公文庫BIBLOS〉、2002年6月1日。ISBN 978-4122040434。
  - 中公文庫、2014年10月23日（改版）